# فیلیپ گالرا
فیلیپ گالرا (انگلیسی: Philippe Galera؛ زادهٔ ۱۸ اکتبر ۱۹۶۷) بازیکن فوتبال اهل فرانسه است.